# Трнавски крај
Трнавски крај (слч. Trnavský kraj) је један од 8 словачких крајева, највиших подручних управних јединица у Републици Словачкој. Управно седиште краја је град Трнава.

## Географија
Трнавски крај се налази на западу Словачке.
Граничи:
- на северу је Чешка,
- источно Тренчински и Њитрански крај,
- западно Братиславски крај,
- јужно Мађарска.

## Становништво
| Година:    | 1994.   | 2004.   | 2014.   | 2024.   |
| ---------- | ------- | ------- | ------- | ------- |
| Број људи: | 547 173 | 553 198 | 558 677 | 565 900 |
| Разлика:   |         | +1,10 % | +0,99 % | +1,29 % |

| Година:    | 2023.   | 2024.   |
| ---------- | ------- | ------- |
| Број људи: | 566 114 | 565 900 |
| Разлика:   |         | -0,03 % |

Према подацима о броју становника из 2011. године Трнавски крај је имао 554.741 становника. Словаци чине 71,2% становништва.
| Етнички састав (2011)‍ | Етнички састав (2011)‍ | Етнички састав (2011)‍ | Етнички састав (2011)‍ | Етнички састав (2011)‍ |
| --------------------- | --------------------- | --------------------- | --------------------- | --------------------- |
|                       |                       |                       |                       |                       |
| Словаци               | Словаци               |                       | 0                     | 71,2%                 |
| Мађари                | Мађари                |                       | 0                     | 21,8%                 |
| Чеси                  | Чеси                  |                       | 0                     | 0,6%                  |
| Роми                  | Роми                  |                       | 0                     | 0,5%                  |
| остали, непознато     | остали, непознато     |                       | 0                     | 5,9%                  |

## Окрузи
Састоји се од 7 округа (слч. okres):
- Округ Галанта (Galanta)
- Округ Дунајска Стреда (Dunajská Streda)
- Округ Пјештјани (Piešťany)
- Округ Сењица (Senica)
- Округ Скалица (Skalica)
- Округ Трнава (Trnava)
- Округ Хлоховец (Hlohovec)

## Градови и насеља
У Трнавском крају се налази 16 градова и 235 насељених места. Највећи градови на подручју краја су:
- Трнава - 66.219 становника
- Пјештјани - 28.267 становника
- Хлоховец - 22.661 становника
- Дунајска Стреда - 22.486 становника
- Сењица - 20.320 становника